# نوكيا 2760
نوكيا 2760 (بالإنجليزية: Nokia 2760)‏ هو هاتف محمول من نوكيا.

## الخصائص
- الشاشة: 128×160
- الوزن: 81 غرام
- الذاكرة: 11 ميجابايت